# Morné du Plessis
Pour les articles homonymes, voir Plessis (homonymie).
Pas d'image ? Cliquez ici

a Compétitions nationales et continentales officielles uniquement.

b Matchs officiels uniquement.
Morné du Plessis, né le 21 octobre 1949  à Vereeniging, est un joueur de rugby sud-africain, évoluant au poste de troisième ligne centre,.
Sélectionné 22 fois de 1971 à 1980 comme numéro 8 des Springboks, dont 15 fois comme capitaine à partir de 1975, il est l'un des artisans de la force de son équipe qui ne connaît que 2 défaites sous son capitanat. 

## Biographie
Lorsqu'il devient capitaine des Springboks dans les années 1970, il suit l'exemple de son père lui-même capitaine des Springboks et qui a mené son équipe à une série victorieuse 4 à 0 contre les All Blacks. C'est la première fois de l'histoire qu'un père et son fils sont capitaines d'une équipe nationale.
En 1974, il participe aux deux premiers test matchs perdus contre l'équipe des Lions de Gareth Edwards. Puis, comme son père, il conduit deux ans plus tard les Springboks dans une série victorieuse contre les All Blacks (trois victoires à une).
En 1974, 1975 et 1980, il affronte cinq fois les Français pour cinq victoires.
Enfin, en 1980, il conduit à nouveau son équipe à la victoire, dans une nouvelle tournée des Lions en Afrique du Sud (trois victoires à une).
Finalement, il dispute 22 tests pour l'Afrique du Sud, avec 18 victoires (pour trois défaites contre les Lions et une contre les All Blacks). Sous son capitanat, les Springboks gagnent treize matchs pour deux défaites concédées.
En 1995, il est le manager de l'équipe des Springboks qui remporte la Coupe du monde de rugby 1995 à domicile,.. Tout d'abord, il a fait beaucoup pour aplanir les rivalités des provinces pour le bien des Springboks. Il fait également beaucoup pour réconcilier l'ensemble de l'Afrique du Sud avec l'équipe des Springboks.
Bien qu'issu de l'Université de Stellenbosch, berceau du conservatisme afrikaner, c'est un libéral opposé à la politique de l'apartheid. C'est toujours l'une des personnalités importantes du rugby sud-africain.
Il est considéré comme l'un des meilleurs rugbymen sud-africains et a été admis au Temple international de la renommée du rugby en 1999.

## Palmarès

### Avec les Springboks
- 22 sélections dont 15 en tant que capitaine (18 victoires pour 4 défaites).
- 3 essais, 12 points
- Sélections par année : 3 en 1971, 4 en 1974, 2 en 1975, 4 en 1976, 1 en 1977, 8 en 1980